# 30 augusti
30 augusti är den 242:a dagen på året i den gregorianska kalendern (243:e under skottår). Det återstår 123 dagar av året.

## Namnsdagar

### I den svenska almanackan
- Nuvarande – Albert och Albertina
- Föregående i bokstavsordning
  - Adauctus – Namnet fanns, till minne av Adauctus en martyr, på dagens datum före 1890, då det utgick.
  - Albert – Namnet infördes på dagens datum 1890, som en hedersbetygelse åt kronprins Gustaf (V):s och kronprinsessan Victorias tredje son, prins Erik, som föddes detta år och som bland annat hette Albert. Det har funnits där sedan dess.
  - Albertina – Namnet infördes 1755 på 24 april, då det ersatte den äldre, manliga namnformen Albertus. 1901 flyttades det till 22 april och 1993 till dagens datum, där det har funnits sedan dess.
  - Albrekt – Namnet infördes på dagens datum 1986, men utgick 1993.
  - Aste – Namnet infördes på dagens datum 1986, men utgick 1993.
  - Benjamin – Namnet förekom på dagens datum före 1901, men utgick innan dess. 1986 infördes det på 16 augusti, men flyttades 1993 till 28 december, där det har funnits sedan dess.
- Föregående i kronologisk ordning
  - Före 1890 – Adauctus och Benjamin
  - 1890–1900 – Albert
  - 1901–1985 – Albert
  - 1986–1992 – Albert, Albrekt och Aste
  - 1993–2000 – Albert och Albertina
  - Från 2001 – Albert och Albertina
- Källor
  - Brylla, Eva (red.). Namnlängdsboken. Gjøvik: Norstedts ordbok, 2000 ISBN 91-7227-204-X
  - af Klintberg, Bengt. Namnen i almanackan. Gjøvik: Norstedts ordbok, 2001 ISBN 91-7227-292-9

### Finlandssvenska almanackan
- Nuvarande från 1950[1] – Emil
- I föregående revideringar[a][2]
  - 1929–1949 – Trygve

## Händelser
- 257 – Sedan Stefan I har avlidit den 2 augusti väljs Sixtus II till påve (denna eller nästa dag).[3]
- 1363 – Fem veckors strid vid Poyang-sjön börjar.
- 1464 – Sedan Pius II har avlidit den 14 augusti väljs Pietro Barbo till påve och tar namnet Paulus II.
- 1721 – Freden i Nystad sluts mellan Sverige och Ryssland, vilket avslutar stora nordiska kriget.
- 1813 – Slaget vid Kulm slutar.
- 1839 – Fartyget "Mary Ann" under kapten Nils Werngren inleder den första svenska världsomseglingen.
- 1914 – Slaget vid Tannenberg slutar.
- 1922 – Slaget vid Dumlupınar slutar.
- 1953 – En polioepidemi i Sverige har krävt fyrtio dödsoffer.
- 1958 – Invigs Centrumkyrkan, Västerås. Kyrkan tillhörde tidigare Metodistförsamlingen men från och med 4 juli 2011 Equmeniakyrkan.
- 1967 – Tv-serien Forsytesagan har svensk premiär.
- 1982 – Den israeliska belägringen av Beirut tvingar Palestinska befrielseorganisationen att lämna Libanon.
- 1999 – En majoritet av invånarna i Östtimor röstar ja till självständighet efter 24 år av indonesisk ockupation.

## Födda
- 1707 – Johan Browallius, svensk naturvetenskapsman, teolog och politiker (hattpartiet).
- 1727 – Giovanni Domenico Tiepolo, italiensk målare.
- 1745 – Johann Hieronymus Schröter, tysk astronom.
- 1748 – Jacques-Louis David, fransk målare.
- 1790
  - Johan Börjesson, präst och dramatiker, ledamot av Svenska Akademien 1859-1866.
  - Erik Fahlcrantz, biskop i Västerås stift 1849-1866, ledamot av Svenska Akademien.
- 1797 – Mary Shelley, brittisk författare, skrev berättelsen om Frankenstein.
- 1805 – Ange Guépin, fransk läkare och publicist.
- 1808 – Nils Herman Quiding, svensk jurist, journalist, författare och politisk tänkare.
- 1810 – Onslow Stearns, amerikansk politiker, guvernör i New Hampshire 1869–1871.
- 1820 – Hardin Richard Runnels, amerikansk politiker, guvernör i Texas 1857–1859.
- 1840 – Hazen S. Pingree, amerikansk republikansk politiker.
- 1852 – Jacobus van ’t Hoff, nederländsk kemist och fysiker, den förste mottagaren av Nobelpriset i kemi 1901.
- 1862 – Lawrence C. Phipps, amerikansk republikansk politiker och affärsman, senator (Colorado) 1919–1931.
- 1871 – Ernest Rutherford, brittisk-nyzeeländsk fysiker, mottagare av Nobelpriset i kemi 1908.
- 1883 – Theo van Doesburg, nederländsk målare, konstskribent och poet.
- 1884 – The Svedberg, svensk kemist, mottagare av Nobelpriset i kemi 1926.
- 1886 – Günter Guse, tysk sjömilitär, amiral 1940.
- 1888 – Siri Derkert, svensk bildkonstnär.
- 1893 – Huey Long, amerikansk politiker, guvernör i Louisiana 1928–1932, senator 1932–1935.
- 1895 – Sardar Hukam Singh, indisk politiker, talman i Lok Sabha 1962–1967.
- 1896 – Raymond Massey, kanadensisk skådespelare.
- 1906 – Joan Blondell, amerikansk skådespelare.
- 1908 – Fred MacMurray, amerikansk skådespelare.
- 1911 – Henake Schubak, finländsk skådespelare.
- 1912 – Edward M. Purcell, amerikansk fysiker, mottagare av Nobelpriset i fysik 1952.
- 1915 – Prinsessan Lilian, född Lilian May, hertiginna av Halland.
- 1918 – Ted Williams, amerikansk basebollspelare.
- 1919 – Johan A. Olsson, svensk fabrikör och politiker.
- 1920 – Donald Hewlett, brittisk skådespelare.
- 1931 – Jack Swigert, amerikansk astronaut.
- 1935 – John Phillips, amerikansk musiker, medlem av The Mamas and the Papas.
- 1939
  - Elizabeth Ashley, amerikansk skådespelare.
  - John Peel, brittisk musikproducent och radioman.
- 1943
  - Jean-Claude Killy, fransk alpin skidåkare.
  - Robert Crumb, amerikansk serietecknare.
- 1954 – Aleksandr Lukasjenko, president och diktator i Belarus 1994–.
- 1958
  - Karen Buck, brittisk parlamentsledamot (Labour).
  - Anna Politkovskaja, rysk journalist, skrev för tidningen Novaja Gazeta.
- 1960 – Ben Bradshaw, brittisk parlamentsledamot för Labour.
- 1961 – Jan Svenungsson, svensk konstnär.
- 1963 – Paul Oakenfold, brittisk DJ.
- 1967
  - Catrin Nilsmark, svensk professionell golfspelare.
  - Cilla Thorell, svensk skådespelare.
- 1971 – Lars Frederiksen, amerikansk musiker.
- 1972
  - Cameron Diaz, amerikansk skådespelare och fotomodell.
  - Musse Hasselvall, svensk passare, elektriker och skådespelare.
  - Markus Karlsson, svensk fotbollsspelare.
  - Pavel Nedvěd, tjeckisk fotbollsspelare.
- 1974 – Camilla Läckberg, svensk deckarförfattare och entreprenör.
- 1975 – Eva Rexed, svensk skådespelare.
- 1976 – Sarah-Jane Potts, brittisk skådespelare.
- 1977
  - Elden Henson, amerikansk skådespelare.
  - Felix Sánchez, dominikansk friidrottare.
- 1980 – Birgitta Johansson, svensk skådespelare.
- 1982 – Andy Roddick, amerikansk tennisspelare.
- 1984 – Yampier Hernández, kubansk boxare.
- 1991 – Fərid Məmmədov, azerbajdzjansk sångare.
- 1993 – Paco Alcácer, spansk fotbollsspelare i FC Barcelona.

## Avlidna
- 1181 – Alexander III, född Orlando Bandinelli, påve sedan 1159.
- 1483 – Ludvig XI, kung av Frankrike sedan 1461.
- 1751 – Christopher Polhem, svensk uppfinnare och industriman.
- 1795 – Elis Schröderheim, svensk ämbetsman, landshövding i Uppsala län, ledamot av Svenska Akademien.
- 1845 – Buckner Thruston, amerikansk jurist och politiker, senator (Kentucky) 1805–1809.
- 1877 – Wilson Shannon, amerikansk demokratisk politiker.
- 1880 – J.W. Henderson, amerikansk demokratisk politiker.
- 1888 – Christian Naumann, svensk jurist och professor.
- 1884 – Bror Emil Hildebrand, svensk riksantikvarie, ledamot av Svenska Akademien.
- 1928 – Wilhelm Wien, 64, tysk fysiker, mottagare av Nobelpriset i fysik 1911.
- 1929 – Ivo Vojnović, kroatisk författare.
- 1940 – J.J. Thomson, 83, brittisk fysiker, mottagare av Nobelpriset i fysik 1906.
- 1944 – Karl-Heinrich von Stülpnagel, tysk general.
- 1956 – Walter Warzecha, tysk sjömilitär, generalamiral 1944.
- 1961 – Charles Coburn, amerikansk skådespelare.
- 1963 – Guy Burgess, brittisk avhoppare som spionerade för Sovjetunionen; tillhörde den kända brittiska spionkvartetten Burgess-MacLean-Blunt-Philby, kända som the Cambridge Four.
- 1967 – Ad Reinhardt, amerikansk målare.
- 1971 – Nathan Freudenthal Leopold, Jr., amerikansk brottsling.
- 1979 – Jean Seberg, amerikansk skådespelare.
- 1981 – Vera-Ellen, amerikansk dansare och skådespelare.
- 1991 – Jean Tinguely, schweizisk konstnär.
- 1993 – Kåge Sigurth, svensk tv-producent och manusförfattare.
- 1998 – Denniz Pop, svensk musikproducent.
- 2003
  - Donald Davidson, amerikansk filosof.
  - Charles Bronson, amerikansk skådespelare.
- 2006 – Naguib Mahfouz, egyptisk författare, mottagare av Nobelpriset i litteratur 1988.
- 2007 – Michael Jackson, brittisk författare, öl- och whiskyexpert.
- 2008 – Tommy Bolt, amerikansk golfspelare.
- 2009 – Lennart Atterling, svensk redaktör, kortfilmsregissör och skådespelare.
- 2013 – Seamus Heaney, irländsk författare, mottagare av Nobelpriset i litteratur 1995.
- 2014 – Andrew V. McLaglen, brittisk filmregissör.
- 2015
  - Marvin Mandel, amerikansk demokratisk politiker, guvernör i Maryland 1971–1979.
  - Wes Craven, amerikansk skräckfilmsregissör och manusförfattare.
- 2019 – Karin Ahrland, svensk jurist, länsassessor, folkpartistik politiker, statsråd och ambassadör.
- 2022 – Michail Gorbatjov, sovjetisk politiker, mottagare av Nobels fredspris 1990.